# Leia Organa
Công chúa Leia Organa.
, sau này được biết đến là Chỉ huy Leia Organa, là một nhân vật hư cấu xuất hiện trong loạt sử thi Star Wars. Nhân vật này lần đầu tiên được giới thiệu trong bộ phim Star Wars 1977, do nữ diễn viên Carrie Fisher thủ vai. Leia là công chúa của hành tinh Alderaan, một thành viên của Galactic Empire và là gián điệp của phe Rebel Alliance. Cô chống lại sự chuyên chế của Darth Vader và đem đến sự hủy diệt cho Ngôi Sao Chết thứ nhất. Trong phần The Empire strike back, cô chỉ huy một căn cứ của phe Nổi dậy, và yêu một tên buôn lậu Han Solo. Trong Return of the Jedi, cô chỉ huy chiến dịch cứu Han khỏi tay Jabba the Hutt, và được hé lộ rằng mình là con của Darth Vader, và là em gái sinh đôi của Luke. Trong bộ ba triology trước, mẹ của cô là Nghị sĩ của Naboo đã chết khi sinh ra 2 đứa bé sinh đôi, là Luke và Leia. Sau đó cô được gửi cho gia đình Organa nuôi nấng. Trong The Force Awakens (2015), cô giữ vai trò là chỉ huy của phe Kháng chién chống lại các hành vi nổi dậy của Tổ chức Thứ nhất.
Là một trong những nhân vật nổi tiếng của Star Wars, cô được coi là nữ biểu tượng của thập niên 80 và là hình mẫu của các nữ anh hùng phiêu lưu khác. Cô xuất hiện trong nhiều phương tiện truyền thông khác như: đồ chơi, TV,... Kiểu tóc '"cinamon buns"trong Star Wars (1977) và bộ Bikini bằng thau trong Sự trở lại của Jedi (1997) của cô đã trở thành biểu tượng văn hóa đại chúng.

## Sáng tạo và tuyển diễn viên
Nhân vật được George Lucas sáng tạo. Vào năm 1999, ông giải thích sự phát triển lúc đầu của các nhân vật Leia, Luke Skywalker, Obi-Wan Kenobi:
Phiên bản đầu tiên là kể về một công chúa và một vị tướng quân. Phiên bản thứ hai là gồm có một người cha, con trai và con gái của ông; người con gái là nữ anh hùng trong phiên bản này. Giờ thì, nhân vật đó được biến thành nhân vật Luke của Mark Hamill. Cũng có một phiên bản khác, gồm hai anh em nhưng tôi đã chuyển một trong số đó trở thành chị gái. Anh trai của cô gái bị bắt giam, phải phụ thuộc vào cô để cứu anh ấy từ đó trở về với cha của hai người.

Nhà sử học phim Laurent Bouzereau ghi chú trong cuốn sách Star Wars: The Annotated Screenplays năm 1997 của ông trong bản phác thảo đầu của Star Wars, Leia là cô con gái hư hỏng của nhà vua Kayos và nữ hoàng Breha của Aquilae, với hai anh em, Biggs và Windy; Biggs trở lại dự thảo thứ tư như một người bạn thời thơ ấu của Luke.[4] Theo Skywalking: The Life and Films của George Lucas (1999), Luke Skywalker ban đầu được đặt tên là Luke Starkiller và Leia là"con gái của Owen Lars và người vợ Beru và dường như là anh em họ của Luke - họ cùng nhau thăm mộ của mẹ mình, người mà đã chết cùng bố mình sau khi hành tinh của họ bị hủy diệt bởi Ngôi sao Chết.[5] JW Rinzler giải thích trong The Making of Star Wars: The Definitive Story Behind the Original Film (2007) rằng một bản tóm tắt câu chuyện sau này thiết lập Leia là"Leia Antilles", con gái của Bail Antilles từ thế giới hòa bình tên là Organa Major. Trong bản dự thảo thứ tư, nó đã được thay đổi thành"Leia Organa"đến từ Alderaan.
Fisher mới chỉ 19 tuổi khi cô được tuyển vào vai diễn, với các nữ diễn viên bao gồm Amy Irving, Cindy Williams và Jodie Foster cũng từng thử vai diễn.[8][9] Trong năm 2014, InkTank báo cáo rằng danh sách mở rộng của"hơn hai chục nữ diễn viên"đã thử giọng cho Leia bao gồm Glenn Close, Farrah Fawcett, Jessica Lange, Sissy Spacek, Sigourney Weaver, Cybill Shepherd, Jane Seymour, Anjelica Huston, Kim Basinger, Kathleen Turner, Geena Davis và Meryl Streep.[10][11] 12] Khi được hỏi về Streep vào năm 2015, Fisher nói,"Tôi chưa bao giờ nghe điều đó. Nhưng Jodie Foster đã thử vai... điều mà tôi biết nhiều nhất. Amy Irving và Jodie. Và tôi có được vai diễn."[13]

## Nhân vật
Anthony Breznican của Entertainment Weekly miêu tả Leia là một"nhà ngoại giao, điệp viên, chiến binh, gián điệp ngầm". Mark Edlitz gọi cô là"một nhà ngoại giao và chiến binh khôn khéo, nóng nảy, dũng cảm"trong The Huffington Post. Fisher nói với tạp chí Rolling Stone vào năm 1983 rằng:
Có rất nhiều người không yêu thích nhân vật của tôi trong phim; họ nghĩ tôi kiểu như một con chó cái không gian. Cô ấy không có bạn, không có gia đình, hành tinh của cô thì bị hủy diệt trong phút chốc... và đó là lý do. Từ bộ phim đầu tiên, cô ấy chỉ là người lính, ở tiền tuyến và ở trung tâm. Cách duy nhất họ biết để làm nhân vật trở nên mạnh mẽ là làm cô tức giận. Trong Return of the Jedi, cô trở nên nữ tính hơn, chịu đựng nhiều hơn, thương yêu hơn.

## Vai trò trongStar Wars

### Niềm hy vọng mới
Trong Star Wars (1977), cô là fNghị sĩ của Đế chế, bị bắt bởi Darth Vader trên tàu Tantive IV vì cô bí mật làm gián điệp cho phe Nổi Dậy. Cô giữ bản kế hoạch Ngôi Sao Chết thứ nhất trong tay và giấu vào trong con người máy R2-D2 để gửi đến Jedi Obi-Wan Kenobi đang lẩn trốn Đế chế trên hành tinh gần nhất Tatoonie. Cô bị bắt bởi Vader và bị hắn tra tấn, nhưng cô vẫn kiên quyết không nói ra bản kế hoạch và căn cứ quân nổi loạn ở đâu.

## Ảnh hưởng văn hóa

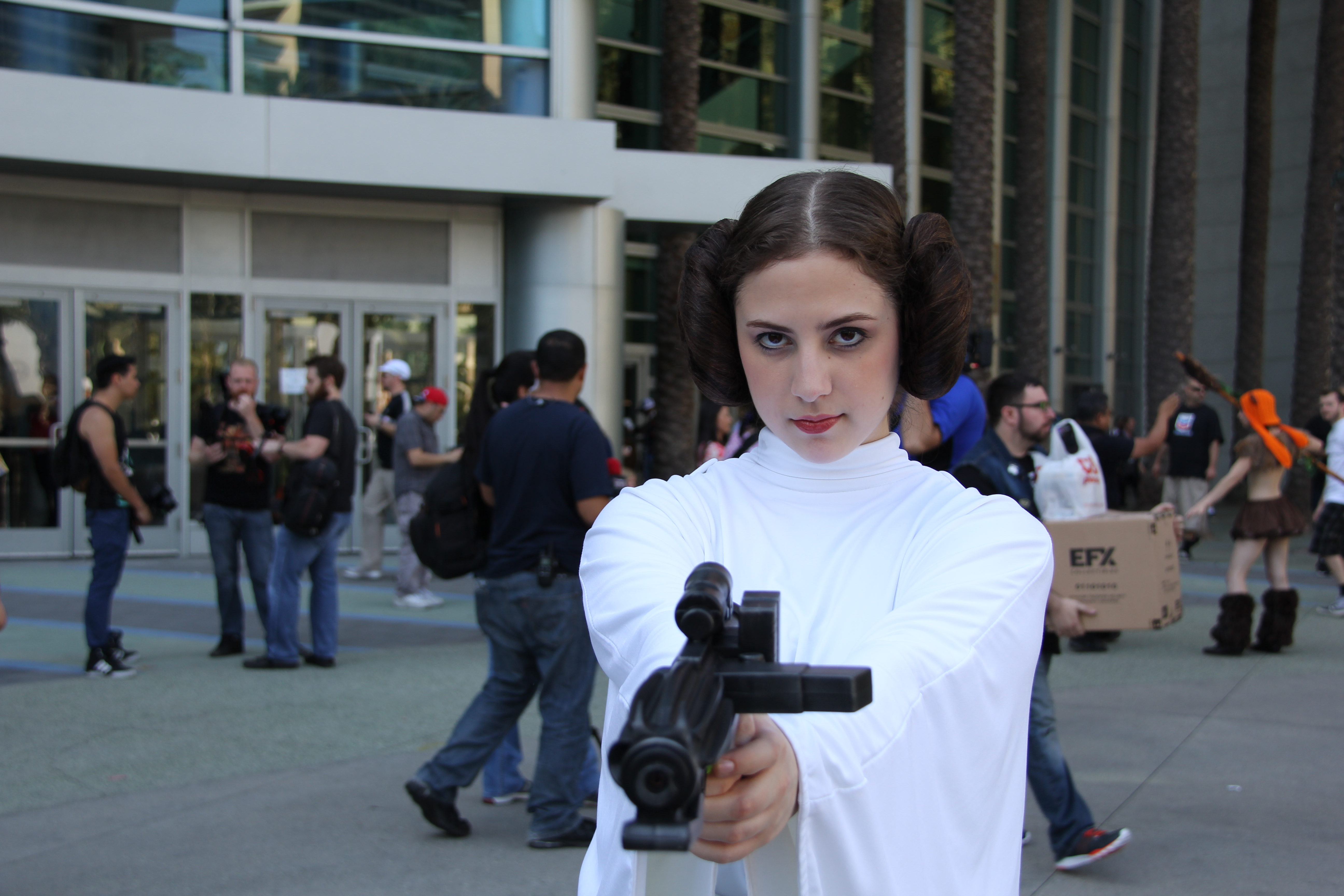
Một cosplay của công chúa Leia

Cô được coi là biểu tượng của thập niên 1980, nữ anh hùng, và là một ví dụ về quyền lực của người phụ nữ. Leia được chọn bởi tờ Empire đứng thứ 89 trong số các nhân vật vĩ đại trên phim ảnh, và IGN xếp cô thứ 8 trong top các anh hùng Star Wars. UGO Networks xếp cô là một trong anh hùng tốt nhất mọi thời đại vào năm 2010.

### Kiểu tóc Cinamon buns

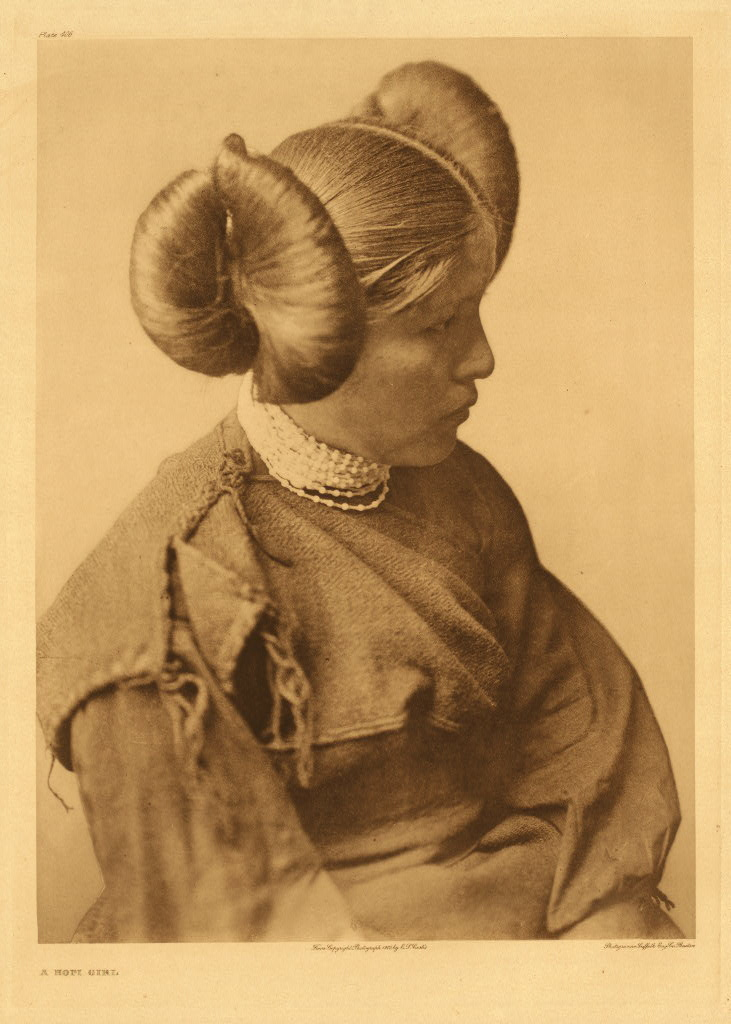
Một cô gái hippi với kiểu tóc"hoa anh đào"(Edward S. Curtis, 1922)

Leia với kiểu tóc độc đáo trong bộ phim gốc được biết đến với tên gọi"Bánh doughnut"hoặc"Cinamon buns", và nó là biểu tượng của nhân vật và sê-ri.

### Bikini kim loại

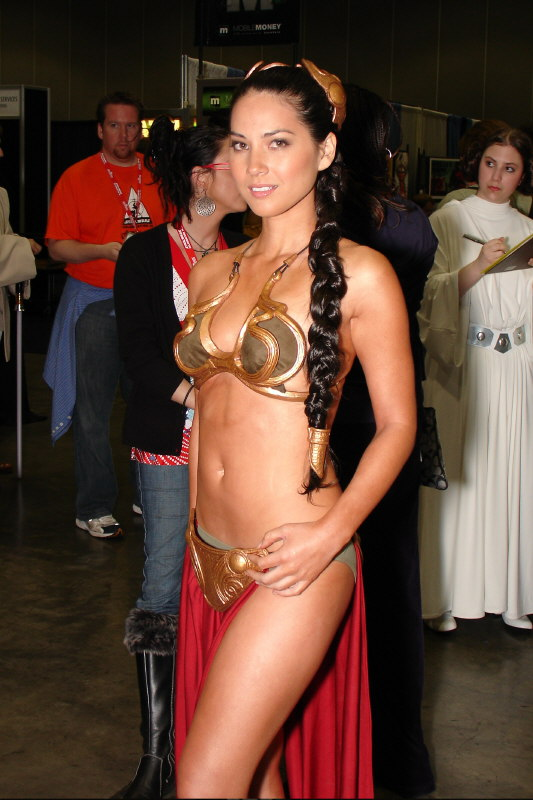
Olivia Munn trong trang phục nô lệ Leia trong Return of the Jedi (1983)

Bộ trang phục nô lệ"bikini kim loại"của công chúa Leia khi bị bắt bởi Jabba the Hutt ở đầu phim Return of the Jedi-làm từ thau và được đặt tên là"Bikini Kim Loại"hoặc"Bikini Vàng"-ngay lập tức đã biến nhân vật (và Fisher) trở thành"một Biểu tượng sex của thời đại", nổi tiếng với các bức áp phích pin-up, và được giao bán sau đó là cosplay.